# 井汲亮介
井汲 亮介（いぐみ りょうすけ、1984年7月6日 - ）は、日本の陸上競技選手。
キングストン世界ジュニア選手権代表。伊勢崎市立殖蓮中学校、前橋育英高等学校卒業。中央大学法学部卒業

## 経歴
- 2001年 日本ジュニア室内陸上競技大会男子60mで6秒91を記録し5位
- 2002年 福岡・博多の森で行われた日本ジュニア選手権で10秒62をマークし2位に入る。これによりキングストン世界ジュニア代表に選出
- 2002年7月 ジャマイカ・キングストンで開催された第9回世界ジュニア選手権に出場
  - 男子100m・1次予選で10秒74（＋0.1）をマークし、2次予選進出
  - 男子100m・2次予選で10秒72（1.6）をマークするも準決勝進出ならず
  - 男子400mリレー・予選に出場。オーダーは（井汲、高平、仁井、松本）の順。39秒92を記録し決勝進出
  - 男子400mリレー・決勝に出場。オーダーは（井汲、高平、仁井、松本）。40秒05の記録で7位入賞の快挙を達成
- 日本ジュニア陸上競技選手権男子100mで10秒21をマークし優勝